# Rumbek
Koordinaten: 6° 49′ N, 29° 41′ O
Rumbek (arabisch رمبيك, DMG Rumbīk) ist die Hauptstadt des Bundesstaates Lakes (2015 bis 2020 des Bundesstaates Western Lakes) im Südsudan.

## Lage

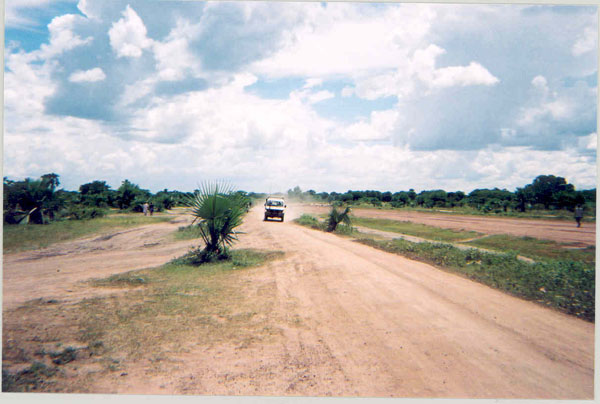
Weg neben dem Flugfeld von Rumbek, Foto von 2004

Die Stadt liegt zentral im Südsudan, rund 220 km nordwestlich von Bor. Die Umgebung besteht aus Baumsavanne, in der Akazien vorherrschen. Auf den rotlehmigen Feldern werden Sorghum, Hirse und Cassava angepflanzt.

## Bevölkerung
Rumbek hat 33.428 Einwohner (Berechnung 2007). Die Mehrheit der Einwohner sind Dinka, die neben Landwirtschaft auch Rinderzucht betreiben. Christliche Missionierung begann in der Region kurz nach 1900. Seit 1974 ist Rumbek römisch-katholischer Bischofssitz. Seit Ende des Bürgerkrieges im Südsudan 2005 leben zahlreiche Händler in der Stadt, die überwiegend Muslime sind und sich 2008 um die Erlaubnis bemühten, eine Moschee zu errichten. Die Stadt ist seit dem Friedensabkommen, vor allem durch Fremdarbeiter aus den Nachbarländern, massiv gewachsen.
Bevölkerungsentwicklung:
| Jahr              | Einwohner     |
| ----------------- | ------------- |
| 1973 (Zensus)     | 17.748        |
| 1983 (Zensus)     | 19.399        |
| 2007 (Berechnung) | 33.428        |
| 2011 (Schätzung)  | knapp 300.000 |

## Geschichte

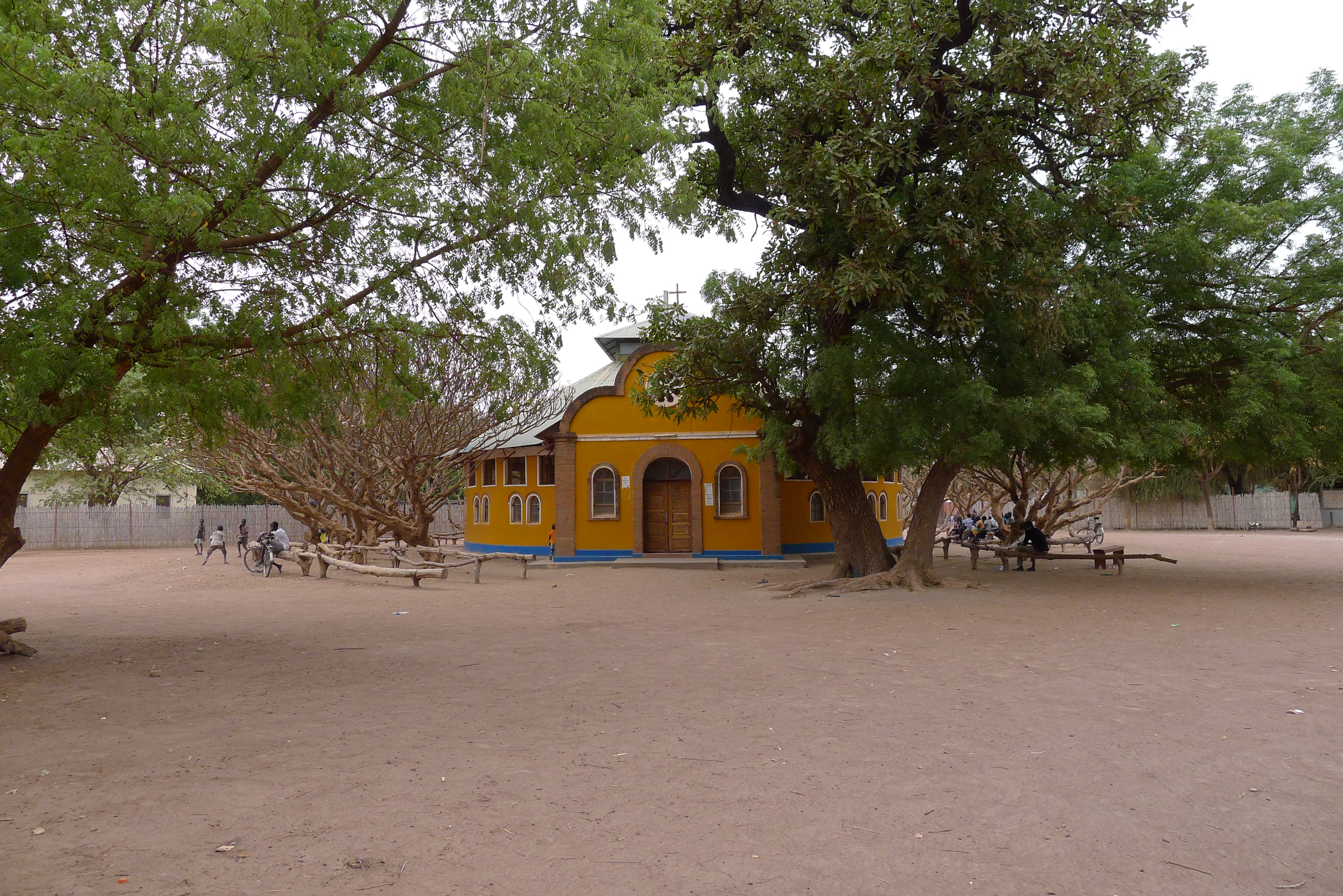
Kathedrale des Bistums Rumbek.

1857 gründete der französische Händler Alphonse de Malzac hier eine Station für den Handel mit Elfenbein. Die Löhne für seine Unterhändler soll er in Form von Sklaven bezahlt haben. Rumbek soll das erste befestigte arabische Militärlager (arabisch zariba) im Südsudan gewesen sein. Nach de Malzacs Tod 1860 übernahm Franz Binder die Geschäfte. Die Sklaven und das Elfenbein wurden zum Nil und weiter mit Segelschiffen nach Khartum gebracht. Emin Pascha kam 1881 durch die Stadt und entließ einige hundert der hier gesammelten Sklaven in Freiheit. 1885 wurde Rumbek während des Mahdi-Aufstandes von Anhängern des Mahdi erobert. Während der britischen Kolonialzeit, die bis 1956 dauerte, war Rumbek Sitz eines District Commissioner. Es gab einige Kirchen und Moscheen.
Am 1. Mai 1997 wurde Rumbek im Bürgerkrieg von der SPLA erobert, die 600 in der Stadt stationierten Regierungssoldaten flohen nach Juba oder Bor. Danach wurde Rumbek mehrmals von der sudanesischen Armee bombardiert. Nach dem Friedensabkommen im Jahr 2005 zwischen der Regierung in Khartum und der SPLA war Rumbek für ein Jahr Interims-Hauptstadt des Südsudan. Seit Anfang 2006 ist Juba Hauptstadt.

## Stadtbild
Es gibt keine asphaltierten Straßen in der Stadt, das Flugfeld ist ebenfalls nicht asphaltiert. Rumbek ist ein Zentrum für zahlreiche Entwicklungshilfsorganisationen. Die meisten Waren werden per LKW aus Kenia gebracht und in neu errichteten Lagerräumen gestapelt. Die Organisation der Infrastrukturmaßnahmen in der Stadt muss zwischen den Helfern und Vertretern der SPLA ausgehandelt werden.